# Инфантилна кортикална хиперостоза
Инфантилна кортикална хиперостоза (ИКХ) је редак поремећај који првенствено погађа новорођенчад у првих неколико месеци живота и карактерише се упалом периоста и формирањем нове кости, најчешће у пределу доње вилице. Болест је први пријавио Roske  1930. године, а детаљније су је описали Caffey и Silverman 1945. године, као поремећај који утиче на скелетни систем новорођенчади, па носи и назив Caffey-ева болест.  
ИКХ је поремећај који утиче на скелетни систем новорођенчади. Иако најчешће захвата доњу вилицу (у 70% до 90% случајева) и има изглед периосталне реакције ИКХ утиче  и на кључну кост, ребро, лакатну кост, лопатицу и ретко на илијачне, паријеталне кости и метатарзалне кости. Обично је једнострана када захвата лопатицу. Примарне лезије костију су обично асиметричне и локализоване на дијафизи са поштедом метафизе и епифизе. Промене сна костима су у облику вретена и обично се спонтано повлачи у року од 2 године.
Иако ИКХ може личити на злостављање деце због видљивих промена на костима, она се разликује од злоупотребе факторима као што су старост почетка, захваћене локације костију и недостатак прелома. Периостална реакција код ИКХ је такође униформнија, док преломи услед злостављања често показују неправилан или сужавајући раст костију.
ИКХ се ретко јавља након прве године живота.   Радиографски налази укључују кортикално задебљање (хиперостозу) и субпериостално формирање нове кости. Постоји пренатални облик болести који се зове смртоносна пренатална кортикална хиперостоза, која показује аутозомно рецесивни начин наслеђивања и јавља се пре 35. недеље гестације. Полихидрамнио, угаони деформитети дугих костију, деформитети ребара, недоношчад и плућна обољења су повезани са овим обликом. Инфантилни (класични) облик који се јавља након 35 недеља гестације је мање тешки и чешћи. Ултразвук ин утеро може показати промене као што су закривљеност костију и деформитети кортекса у складу са ИЦХ.

## Епидемиологија
На глобалном нивоу пријављено је да инфантилна кортикална хиперостоза погађа 3 од 1.000 беба млађих од 6 месеци. Болест може бити присутна на рођењу или убрзо након тога. 
Породични облик ИКХ обично се јавља раније (просечна старост на почетку болести је  6,8 недеља) а присутна је при рођењу у 24% случајева.
Спорадични облик ИКХ има нешто каснији почетак (просечна старост на почетку болести је 9 до 11 недеља). 
Није утврђена склоност заснована на раси или полу.

## Патофизиологија
ИКХ је породични облик аутозомно доминантне наследне болести са променљивом пенетрацијом и класично повезан са  мутацијом ЦОЛ1А1  тачкастог гена (3040Ц до Т) на хромозому 17к21.  Ова мутација резултује супституцијом аргинина за цистеин (Р836Ц) у трострукој спирали алфа-1 ланца колагена типа 1. Колаген типа 1 је неопходан за минерализацију костију и чини око 9% коштаног матрикса. Ова влакна се састоје од једног а2 и 2 а1 проколагена ланца након чега следи цепање Н и Ц краја протеиназама. Колагени пружају снагу и ступају у интеракцију са протеинима како би се формирао екстрацелуларни матрикс неопходан за функционисање ћелије.
Веза између ове мутације и скелетних налаза ИКХ је непозната. Ипак, предложени механизми укључују немогућност интеракције хромозома са протеинима (интерлеукин-2), дефектно умрежавање између кости и абнормалног колагена и смањену термичку стабилност колагена.
Просечна старост појављивања ИКХ породичног облика је између 6 и 8 недеља, и обично захватајта тибију. Двадесет четири процента новорођенчади при рођењу има породични облик  ИКХ који обично укључује доњу вилицу са просечном старошћу почетка између 9 и 11 недеља. Неки спорадични случајеви су резултат продужене примене простагландина Е1 и Е2 код новорођенчади са цијанотичном срчаном болешћу.
Мутације гена ЦОЛ1А1  и  ЦОЛ1А2  узрокују подтипове Ехлер-Данлосовог синдрома и остеогенесе имперфекта јер супституције у трострукој спирали доводе до дефектног колагена типа 1 што доводи до фрактура и налаза који су у складу са остеогенезис имперфекта тип 2-4. Неки појединци са ИКХ имају карактеристике које се виде код Ехлерс-Данлосовог синдрома, као што су хиперекстензибилна кожа, хипереласцитет зглобова и ингвиналне киле.

### Хистопатологија
Хистолошки налази у раним стадијумима болести ограничени су на периостеум. Влакнасти слој периоста постепено се разбија и повезује се са мишићима, тетивама и фасцијом. Остеоидне трабекуле улазе у мишиће  меко ткиво и везивно ткиво, формирајући нову кост и резултирајући повећаним пречником. На крају, периостеум реформише влакнасти слој преко нове кости, а додатна кост се уклања.

## Клиничка слика
ИКХ се обично манифестује изненадним отицањем меког ткива вилице и лица, грозницом и раздражљивошћу. Неки случајеви се прво манифестују отицањем екстремитета, а затим отицањем лица неколико дана касније. Ови отоци постају тврди, фиксирани за кост, црвени и болни. Други клинички налази могу укључивати коњунктивитис, смањено кретање екстремитета, неуспех у напредовању због отежане исхране и бледило.
Инфантилна кортикална хиперостоза је често мултифокална и асиметрична. Болест је описана у многим костима, укључујући мандибулу, тибију, лакатну кост, кључну кост, лопатицу, ребра, хумерус, бутну кост, фибулу, лобању, илиум и метатарзалне кости.

## Дијагноза
Лабораторијски тестови
Лабораторијски налази могу укључити повећану брзину седиментације еритроцита, Ц-реактивни протеин, ниво алкалне фосфатазе или имуноглобулина и леукоцитозу или тромбоцитозу. Постоје случајеви ИКХ где су сви лабораторијски налази у границама нормале. 
Генетско тестирање
Генетско тестирање, ако је доступно, може потврдити присуство мутације, али клинички ток и радиографски налази треба да утврде клиничку дијагнозу. 
Радиолошки тестови
Рендгенски снимци показују постепено кортикално задебљање, формирање периосталне кости око дијафизе и оток меког ткива. 
Магнетна резонанца (МРТ) је у складу са задебљањем периоста, ниским интензитетом сигнала у меким ткивима на Т1 секвенцама и високим интензитетом сигнала на Т2 секвенцама. 
Треба имати у виду да је потребно од 15 до 20 дана да се промене појаве на рендгенским снимцима, што отежава дијагнозу ИКХ у раним фазама. Абнормални налази МРТ се понекад могу појавити пре абнормалних рендгенских снимака.

## Диференцијална дијагноза
Диференцијалне дијагнозе укључују:
- злостављање деце,
- малигнитет,
- хипервитаминозу А,
- хипопаратироидизам,
- паротитис,
- остеомијелитис,
- примену простагландина,
- скорбут или друге дефекте синтезе колагена.

## Терапија
Лечење укључује посматрање и саветовање. Пријављено је да ацетаминофен и нестероидни антиинфламаторни лекови као што су напроксен, ибупрофен и индометацин помажу код симптома. Кортикостероиди се могу користити у тешким случајевима; међутим, није доказано да спречавају рецидиве.

## Прогноза
Време разрешења може варирати од недеља до година. Током читаве болести, оток се може побољшати у једној области и поново се појавити на истим или различитим локацијама. ИКХ се обично спонтано повлачи у року од 2 године; у просеку, разрешење се јавља у року од 6 до 9 месеци. И клинички симптоми и лабораторије се генерално нормализују током овог временског периода. 
Описани су и ретких случајева поновне појаве болести у адолесценцији и одраслом добу.

## Компликације
ИКХ се обично повлачи без већих клиничких последица. Неколико случајева имало ј компликације, укључујући плеуритис, торакалну сколиозу и егзофталмус. 
Ретко, деформитети костију могу захтевати хируршку корекцију у каснијој доби.